# São Lourenço
São Lourenço es un municipio brasileño del estado de Minas Gerais.

## Geografía
Forma parte del Circuito del Agua de Minas Gerais, en la Serra da Mantiqueira. Su población a julio de 2020 se estimó en 46.202 habitantes.  
El municipio se encuentra a aproximadamente 950 metros de altitud. El punto más bajo, a una altitud de 947 metros, se encuentra en la desembocadura del Córrego dos Poços y el punto más alto está a 1352 metros de altitud, en Morro dos Lobos. Sus municipios vecinos son São Sebastião do Rio Verde, Pouso Alto, Soledade de Minas y Carmo de Minas.